# Afsked (film fra 1995)
 For alternative betydninger, se Afsked. (Se også artikler, som begynder med Afsked)
Afsked er en dansk kortfilm fra 1995 instrueret af Adam Neutzsky-Wulff efter manuskript af Adam og Rebekka Neutzsky-Wulff.

## Handling
For lang tid siden mistede en komponist sin kone i barselssengen, han fik en datter, men mister evnen til at komponere musik. I dag, 16 år senere, er faderen stadig ikke holdt op med at straffe sin datter for tabet af sin kone. Datteren beslutter sig for at prøve at bryde igennem faderens iskolde skal en sidste gang. Hun tyer til ekstreme metoder for at få hans opmærksomhed.